# Ron-Robert Zieler
Ron-Robert Zieler (nascut el 12 de febrer 1989) és un futbolista alemany que juga com a porter al VfB Stuttgart de la Bundesliga i la selecció alemanya.
El 8 de maig de 2014, Neuer va ser inclòs pel seleccionador alemany Joachim Löw a la llista preliminar de 30 jugadors per la fase final del mundial de 2014. Posteriorment, el juny de 2014 fou ratificat com un dels 23 seleccionats per representar Alemanya a la Copa del Món de Futbol de 2014 al Brasil.